# 南楢岡村
南楢岡村（みなみならおかむら）は、秋田県仙北郡に置かれていた村。
現在の大仙市南外の一部および大仙市南外南楢岡。

## 歴史

### 沿革
- 1889年（明治22年）4月1日 - 町村制施行により、南楢岡村が誕生。
- 1955年（昭和30年）3月31日 - 外小友村と合併し、南外村となる。

## 教育

### 中学校
- 南楢岡中学校

### 小学校
- 坊田小学校 （明治12年開校。明治31年改称して南楢岡小学校となる。）
- 及位小学校 （明治25年開校。昭和40年南外村立外小友小学校と統合し南外村立南外西小学校（現：大仙市立）となる。）
- 南楢岡小学校 （明治31年坊田小学校が改称。）

## 出身人物
- 伊藤恭之助 (政治家)
- 渡部良助（元村長。大曲町長で、大曲市長の福原定吉の義父[1]）
- 渡部任之助（良助の孫で、元村長。福原定吉とは遠縁にあたる[1]）
- 八嶋竹治（大曲にあった仙北病院の創始者）
- 絹川武良司 - ステンレス鋼研究の権威として知られる人物。